# Trichophantasis subtuberculata
Trichophantasis subtuberculata là một loài bọ cánh cứng trong họ Cerambycidae.